# Pećinci
Pećinci (serbocroata cirílico: Пећинци) es un municipio y pueblo de Serbia perteneciente al distrito de Sirmia de la provincia autónoma de Voivodina.
En 2011 su población era de 19 675 habitantes, de los cuales 2571 vivían en el pueblo y el resto en las 14 pedanías del municipio. La mayoría de la población se compone de serbios (17 965 habitantes), con una minoría de gitanos (1008 habitantes).
Se ubica sobre la carretera E70, unos 25 km al noroeste de Belgrado.

## Pedanías
- Ašanja
- Brestač
- Deč
- Donji Tovarnik
- Karlovčić
- Kupinovo
- Obrež
- Ogar
- Popinci
- Prhovo
- Sibač
- Sremski Mihaljevci
- Subotište
- Šimanovci